# Acanthodoris nanaimoensis
Acanthodoris nanaimoensis O’Donoghue, 1921 è un mollusco nudibranchio della famiglia Onchidorididae.

## Biologia
Si nutre del briozoo Alcyonidium polyoum e di ascidie.

## Distribuzione e habitat
È diffuso lungo le coste occidentali del Nord America, dall'Alaska alla California.